# Difrasismo
Difrasismo è un termine derivato dallo spagnolo usato nello studio di alcune lingue mesoamericane, usato per descrivere una particolare costruzione grammaticale in cui due parole separate vengono accoppiate per formare una singola unità metaforica. Questo meccanismo semantico e stilistico era comunemente impiegato in tutta la Mesoamerica, ed è visibile in modo particolare in alcune opere storiche di letteratura mesoamericana, in lingue quali il nahuatl classico ed il maya classico.
Il termine fu usato la prima volta da Ángel María Garibay Kintana
Ad esempio in lingua nahuatl l'espressione "cuitlapilli ahtlapalli" o "in cuitlapilli in ahtlapalli", letteralmente "la coda, l'ala", viene usata in senso metaforico per indicare "il popolo" o "la gente comune". 